# Andreas Jeppesen
Andreas Hyldgaard Jeppesen (Hammerum, Municipi de Herning, 21 de juliol de 1996) és un ciclista danès professional des del 2015 i actualment a l'equip Team Virtu Cycling.